# Parc Avenue

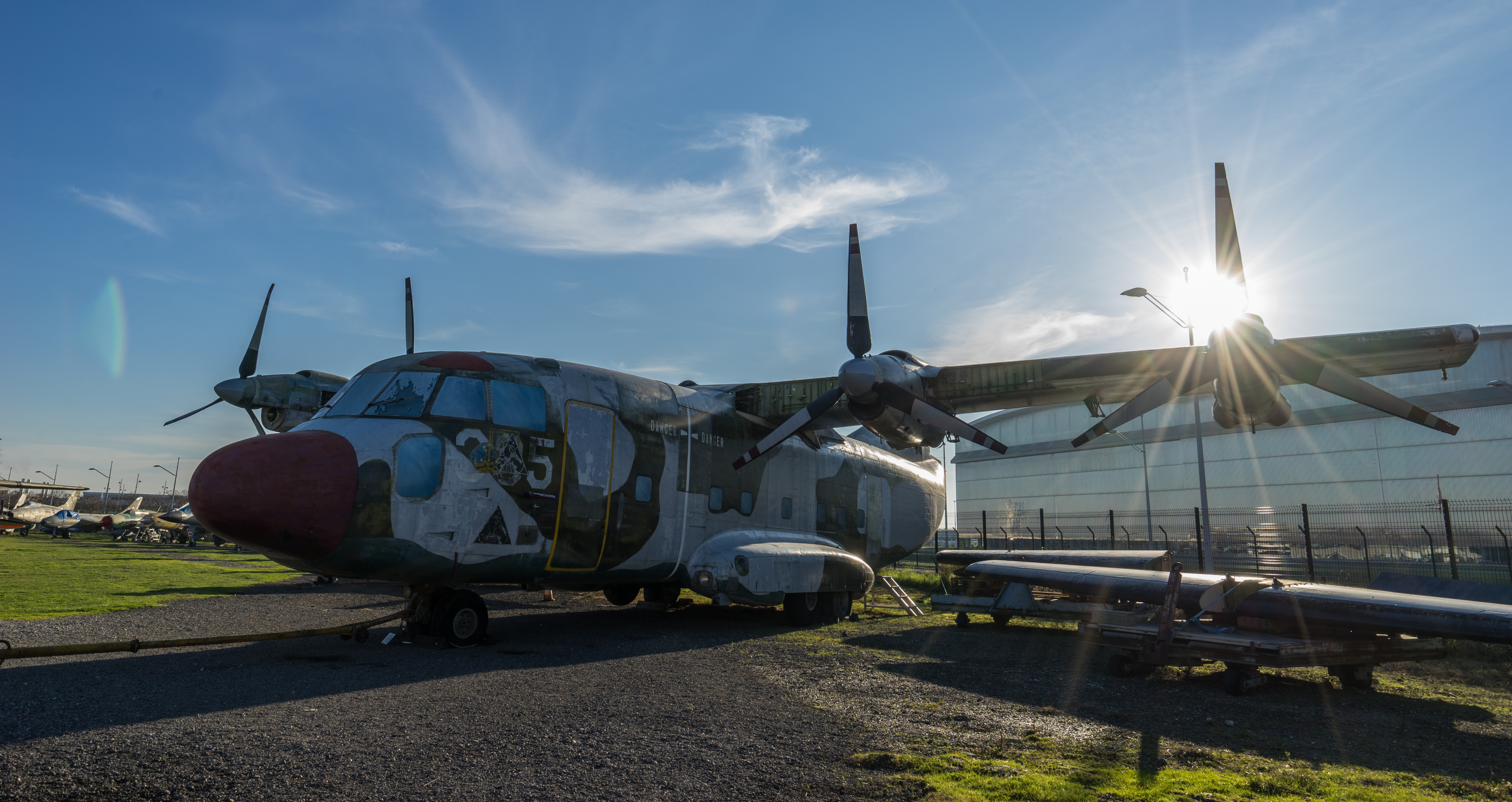
De Breguet 941S no.3, het daadwerkelijke exemplaar dat in het pretpark gestaan heeft (foto 2017)

Parc Avenue was een pretpark in het zuiden van Frankrijk.

## Geschiedenis
Nadat een poging om Eurodisney naar de Ardèche te halen mislukte, besloot de Chambre de Commerce et d'Industrie (CCI) een kleinschalig pretpark te openen op een oud vliegveld nabij Lanas. De CCI was eigenaar van dit vliegveld en zette met enkele externe partijen een naamloze vennootschap op om het park te exploiteren. 

### Aérocity
Op 16 juni 1990 werd het park geopend onder de naam Aérocity. De attracties waren geïnspireerd op het thema luchtvaart. Zo bood een vliegtuig onderdak aan een bioscoop, en stond een Breguet 941S opgesteld als symbool van het park. De aanvankelijk hoge bezoekersaantallen liepen al snel terug en in het eerste jaar werden 65.000 bezoekers verwelkomd, slechts de helft van het beoogde aantal van 125.000 bezoekers. In 1993 verwelkomde het park 95.000 bezoekers. Het park had in 1993 zeventig vaste en seizoensmedewerkers voor een omzet van 5,6 miljoen frank.
De financiële lasten voor CCI werden te groot en om een faillissement te voorkomen droeg de CCI het park in 1997 over aan een commerciële exploitant. De bezoekersaantallen bleven tegenvallen en er waren diverse problemen met de veiligheid van attracties. In 2002 ging het park failliet en werd het gesloten.

### Parc Avenue
Een nieuwe exploitant heropende het park in 2008 onder de naam Parc Avenue, maar de problemen konden niet worden opgelost. Achterstallig onderhoud en diverse veiligheidsproblemen vroegen om investeringen, maar het park stond er financieel slecht voor. In 2013 werd een deel van de attracties gesloten en richtte het park zich vooral op de waterattracties. Dit veroorzaakte echter een sterke daling in het aantal bezoekers. 
In december 2014 werd het pretpark definitief gesloten. Het terrein raakte in verval en werd een bestemming voor liefhebbers van urban exploration. Het Breguet-vliegtuig werd in 2015 onderdeel van Ailes Anciennes Toulouse, een museum en vereniging voor het behoud van luchtvaarterfgoed.